# Woestijnkameleon
De woestijnkameleon (Chamaeleo namaquensis) is een hagedis die behoort tot de familie kameleons (Chamaeleonidae).

## Naam en indeling
De wetenschappelijke naam van de soort werd voor het eerst voorgesteld door Andrew Smith in 1831. Later werd de wetenschappelijke naam Phumanola namaquensis gebruikt.

## Uiterlijke kenmerken
De kleuren van de woestijnkameleon kunnen sterk veranderen; ze zijn zwart in de ochtend om warmte efficiënter te gebruiken en vervolgens een lichtere grijze reflecterende kleur tijdens de hitte van de dag - of zowel zwart en grijs tegelijkertijd, netjes gescheiden van links naar rechts door de wervelkolom. De vrouwtjes worden tot ongeveer 25 centimeter lang inclusief de staart, mannetjes blijven iets kleiner. Mannetjes zijn verder te onderscheiden door hun bredere staartbasis.

## Levenswijze
In tegenstelling tot de andere (boom)kameleons van het geslacht Chamaeleo maakt de woestijnkameleon geen gebruik van zijn staart tijdens het jagen. Net als de andere soorten stalkt hij echter wel langzaam zijn prooi en vangt hij ze met zijn lange tong. Chamaeleo namaquensis voedt zich met insecten (zoals krekels maar met name kevers), hagedissen, inclusief jonge kameleons van hun eigen soort, kleine slangen, en zelfs schorpioenen. Ze jagen in zandige duinen en rotsachtige gebieden. Op hun beurt worden de kameleons gegeten door jakhalzen, haviken en adelaars.
De vrouwtjes zetten ongeveer zes tot 22 eieren af, die ongeveer vier maanden nodig hebben om uit te komen. De jongen zijn al na ongeveer een half jaar volwassen.

## Verspreiding en habitat
De kameleon leeft in delen van zuidelijk Afrika in de Namibwoestijn. De soort komt voor on de landen in Namibië, Zuid-Angola en Zuid-Afrika. De habitat bestaat uit tropische en subtropische scrublands, hete woestijnen en zandduinen langs de kust.
Deze woestijnkameleon kan goed overleven in zanderige woestijngebieden dankzij een aantal kenmerkende eigenschappen. Hij scheidt zout uit de neus om water te (be)sparen. Ook worden holen gegraven die dienen als schuilplaats ten behoeve van hun thermoregulatie als de omstandigheden ongunstig zijn. Slechts af en toe klimt het dier in planten of op stenen om te zonnen.

## Beschermingsstatus
Door de internationale natuurbeschermingsorganisatie IUCN is de beschermingsstatus 'veilig' toegewezen (Least Concern of LC).